# Christelijke Gereformeerde Kerken

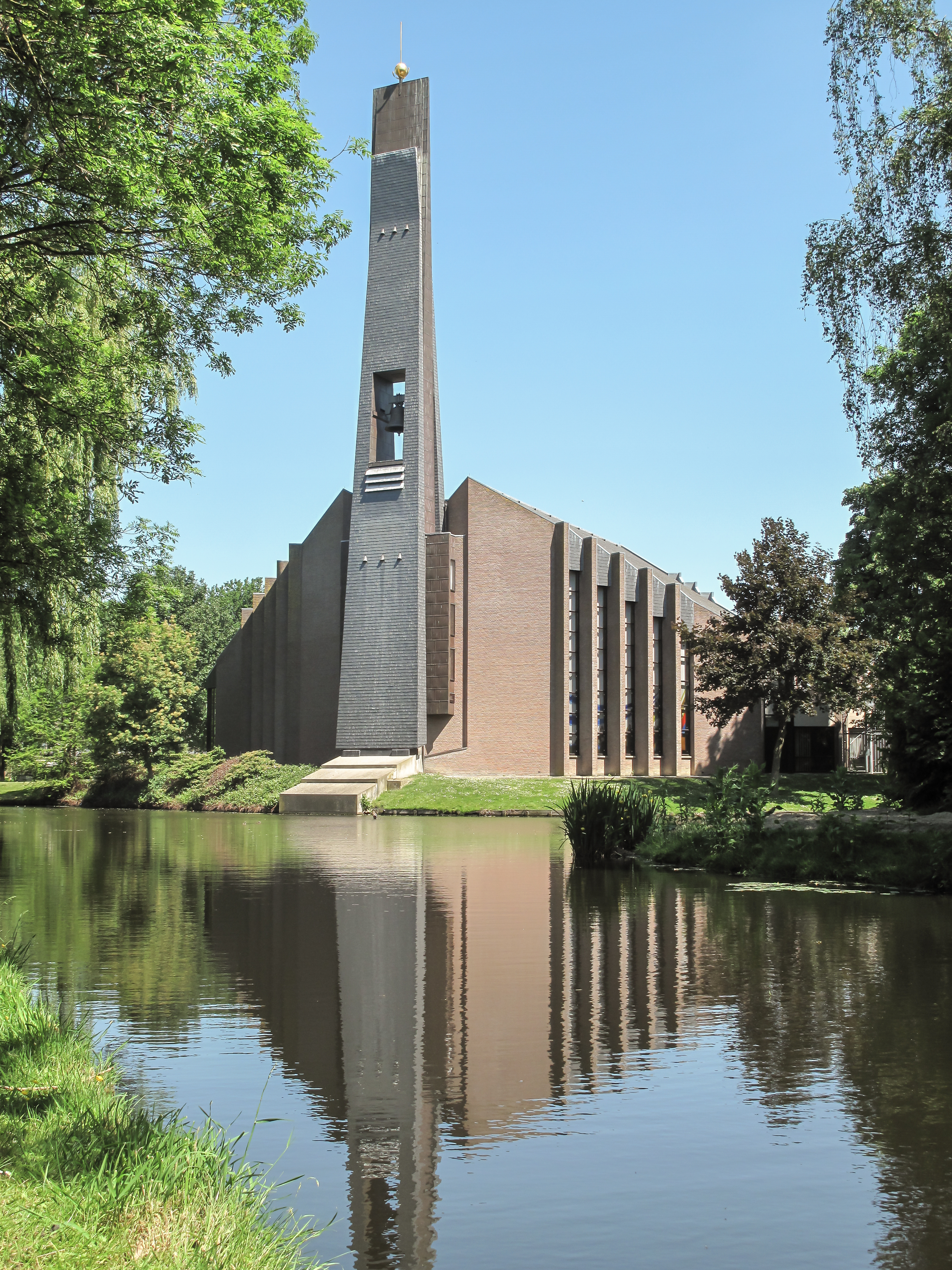
Kirchengebäude der CGK in Bunschoten.

Die Christelijke Gereformeerde Kerken in Nederland, CGK (deutsch Christliche Reformierte Kirchen in den Niederlanden) sind eine protestantische Kirche in den Niederlanden mit etwa 70.000 Mitgliedern.
Der ursprüngliche Name der Kirche war Christliche Reformierte Kirche in den Niederlanden (Christelijke Gereformeerde Kerk in Nederland, CGKN). Die Kirche entstand 1869 durch den Zusammenschluss zweier Kirchen, der Reformierten Kirchen unter dem Kreuz und der Getrennten Christlichen Kongregationen, die beide 1834 von der Niederländischen Reformierten Kirche getrennt wurden; ein Ereignis, das als Afscheiding bekannt ist. Der größte Teil der CGKN fusionierte 1892 mit den Gereformeerde Kerken in Nederland; ein kleiner Teil blieb unabhängig und trug diesen Namen, bis er 1947 in Christlich-reformierte Kirchen umbenannt wurde.
Die CGK besteht aus etwa 180 Kirchengemeinden. Sie verfügt über ein theologisches Institut in Apeldoorn, die Theologische Universität Apeldoorn. Diese Universität verfügt über einen Bachelor- und zwei Masterstudiengänge in Theologie. Einer der Masterstudiengänge richtet sich an – ausschließlich – Männer, die Pastoren werden wollen, der andere ist breiter angelegt.

## Lehre und Glaubenspraxis
Die Christelijke Gereformeerde Kerken in Nederland sind eine protestantisch-orthodoxe Kirchengemeinschaft. Sie hält sich an die Unfehlbarkeitsthese der Bibel, das Nizänische Glaubensbekenntnis (eigentlich Nicäno-Konstantinopolitanum), das Apostolische Glaubensbekenntnis, das Athanasische Glaubensbekenntnis sowie die so genannten „drei Formulare der Einigkeit“, das heißt den Heidelberger Katechismus, das Niederländische Glaubensbekenntnis (auch als Confessio Belgica bekannt) und die Lehrregeln von Dordrecht.

## Organisation
Die Christelijke Gereformeerde Kerken in Nederland sind presbyterianisch angelegt, das heißt, die höchste Entscheidungsgewalt liegt immer bei den einzelnen örtlichen Gemeinden. Diese Gemeinden werden von einem Kirchenvorstand (oder Kirchenrat, Presbyterium) verwaltet, der sich aus dem Pfarrer (dominee) und den Kirchenältesten zusammensetzt. Die Gemeinden haben auch Diakone, die dem Kirchenvorstand in eher praktischen Angelegenheiten zur Seite stehen.
Grundsätzlich regelt die Ortskirche alles weitestgehend selbst, mithilfe der Vereinbarungen, die die Kirchengemeinden gemeinsam treffen. Kirchengemeinden einer bestimmten Region bilden zusammen eine Classis. Nahestehende Kirchen treffen sich in der Regel zweimal im Jahr zu einem Classistreffen. Innerhalb der CGK gibt es dreizehn Klassen. Drei oder vier Klassen innerhalb eines bestimmten Bezirks kommen in einer regionalen Synode zusammen. Auf nationaler Ebene gibt es vier regionale Synoden: den Norden, den Osten, den Westen und den Süden. Die Regionalsynode tagt (bei Bedarf) einmal im Jahr. Alle drei Jahre treffen sich die Kirchen zu einer Generalsynode. Diese Synode besteht aus 52 Synodalen aus der vier Regionalsynoden. Mit beratender Stimme nehmen die Professoren der Theologischen Universität Apeldoorn teil.
Der Kirchenverband ist Mitglied der International Conference of Reformed Churches. Die Kirchenverwaltung (Dienstenbureau) befindet sich in Veenendaal.

## Bekannte Personen
Prägende Theologen und Kirchenführer der CGK waren Willem van 't Spijker (1926–2021), Arnold Huijgen (1978), Andries Knevel (1952), Wim Velema (1929–2019), Jan Velema (1907–2017) und Herman J. Selderhuis (1961).